# Shin’ya Aoki
Shin’ya Aoki (jap. 青木 真也, Aoki Shin’ya; Kampfnamen 跳関十段, Tobikan Jūdan oder Baka Survivor バカサバイバー, baka sabaibā; * 3. Juli 1983 in Shizuoka) ist ein professioneller japanischer Mixed-Martial-Arts-Kämpfer.

## Karriere
Aoki ist bekannt für seine Stärken im Grappling und hat den schwarzen Gürtel im Brazilian Jiu-Jitsu und Judo. Popularität außerhalb Japans erlangte er vor allem durch seinen zweifelhaften Körpereinsatz beim Dynamite!! 2009. Dort brach er seinem Gegner, Mizuto Hirota der nicht abklopfte, mit einem Hebel den Arm. Noch im Ring machte sich Aoki über ihn lustig und zeigte ihm den Mittelfinger. Durch dieses Verhalten verlor er seine Lehranstellung an der Paraestra Tokyo, einer japanischen Kampfsportschule. Aoki wurde im Februar 2010 auf Platz zwei der Weltranglisten im Leichtgewicht von Sherdog und MMAWeekly geführt.

## MMA-Statistik
| Ergebnis   | Profi-Rekord | Gegner                                   | Datum              | Veranstaltung                                               | Methode                                                   | Runde | Zeit |
| ---------- | ------------ | ---------------------------------------- | ------------------ | ----------------------------------------------------------- | --------------------------------------------------------- | ----- | ---- |
| Sieg       | 1-0          | Dai Okumura                              | 24. November 2003  | Deep - clubDeep West Chofu                                  | Aufgabe (Armbar)                                          | 1     | 3:14 |
| Sieg       | 2-0          | Yasutoshi Ryu                            | 24. November 2003  | Deep - clubDeep West Chofu                                  | Aufgabe (Armbar)                                          | 1     | 0:51 |
| Sieg       | 3-0          | Seichi Ikemoto                           | 3. Juli 2004       | Deep - 15th Impact                                          | Aufgabe (Armbar)                                          | 2     | 0:52 |
| Niederlage | 3-1          | Jutaro Nakao                             | 30. Oktober 2004   | Deep - 16th Impact                                          | KO (Tritt gegen Kopf)                                     | 1     | 4:29 |
| Sieg       | 4-1          | „The Polish Connection“ Keith Wisniewski | 29. Januar 2005    | Shooto - 1/29 in Korakuen Hall                              | Aufgabe (Standing Armlock)                                | 1     | 2:22 |
| Sieg       | 5-1          | Shigetoshi Iwase                         | 29. Januar 2005    | Shooto 2005 - 7/30 in Korakuen Hall                         | Disqualifikation (Tritt in die Leistengegend)             | 1     | 2:22 |
| Niederlage | 5-2          | Hayato „Mach“ Sakurai                    | 20. August 2005    | Shooto - Alive Road                                         | Punktentscheidung (einstimmig)                            | 3     | 5:00 |
| Sieg       | 6-2          | Kuniyoshi Hironaka                       | 6. November 2005   | Shooto 2005 - 11/6 in Korakuen Hall                         | TKO (Cut)                                                 | 1     | 2:10 |
| Sieg       | 7-2          | Akira Kikuchi                            | 17. Februar 2006   | Shooto - The Victory of the Truth                           | Punktentscheidung (einstimmig)                            | 3     | 5:00 |
| Sieg       | 8-2          | „The Black Legion“ Jason Black           | 26. August 2006    | Pride - Bushido 12                                          | Aufgabe (Triangle Choke)                                  | 1     | 1:58 |
| Sieg       | 9-2          | George Sotiropoulos                      | 14. Oktober 2006   | Shooto - Champion Carnival                                  | Disqualifikation (Tritt in die Leistengegend)             | 2     | 0:05 |
| Sieg       | 10-2         | Clay French                              | 14. Oktober 2006   | Pride - Bushido 13                                          | Aufgabe (Flying Triangle Choke)                           | 1     | 3:57 |
| Sieg       | 11-2         | Joachim „Hellboy“ Hansen                 | 31. Dezember 2006  | Pride - Shockwave 2006                                      | Aufgabe (Gogoplata)                                       | 1     | 2:24 |
| Sieg       | 12-2         | Akira Kikuchi                            | 17. Februar 2007   | Shooto - Back To Our Roots 1                                | Punktentscheidung (geteilt)                               | 3     | 5:00 |
| Sieg       | 13-2         | Brian „Headhunter“ Lo-A-Nje              | 8. April 2007      | Pride 34 - Kamikaze                                         | Aufgabe (Armbar)                                          | 1     | 1:33 |
| Sieg       | 14-2         | Bu Kyung Jung                            | 31. Dezember 2007  | Yarennoka - New Years Eve 2007                              | Punktentscheidung (einstimmig)                            | 2     | 5:00 |
| No Contest | 14-2-1       | Gesias „JZ“ Cavalcante                   | 15. März 2008      | Dream 1 - Lightweight Grand Prix 2008 Opening Round         | No Contest (Aoki verletzt durch einen illegalen Ellbogen) | 1     | 3:46 |
| Sieg       | 15-2-1       | Gesias „JZ“ Cavalcante                   | 29. April 2008     | Dream 2 - Middleweight Grand Prix 2008 Opening Round        | Punktentscheidung (einstimmig)                            | 2     | 5:00 |
| Sieg       | 16-2-1       | Kasuhiko Nagata                          | 15. Juni 2008      | Dream 4 - Middleweight Grand Prix 2008 Quarterfinals        | Aufgabe (Gogoplata)                                       | 1     | 5:12 |
| Sieg       | 17-2-1       | Caol Uno                                 | 21. Juli 2008      | Dream 5 - Lightweight Grand Prix 2008 Final                 | Punktentscheidung (einstimmig)                            | 2     | 5:00 |
| Niederlage | 17-3-1       | Joachim „Hellboy“ Hansen                 | 21. Juli 2008      | Dream 5 - Lightweight Grand Prix 2008 Final                 | TKO (Punches)                                             | 1     | 4:19 |
| Sieg       | 18-3-1       | Todd „Maniac“ Moore                      | 23. September 2008 | Dream 6 - Middleweight Grand Prix 2008 Final                | Aufgabe (Neck Crank)                                      | 1     | 1:10 |
| Sieg       | 19-3-1       | „The Underground King“ Eddie Alvarez     | 31. Dezember 2008  | K-1 - Dynamite!! Power of Courage 2008                      | Aufgabe (Heel Hook)                                       | 1     | 1:32 |
| Sieg       | 20-3-1       | David „Hello Japan“ Gardner              | 31. Dezember 2008  | Dream 7 - Featherweight Grand Prix 2009 Opening Round       | Aufgabe (Rear-Naked Choke)                                | 1     | 5:58 |
| Niederlage | 20-4-1       | Hayato „Mach“ Sakurai                    | 5. April 2009      | Dream 8 - Welterweight Grand Prix 2009 Opening Round        | TKO (Knie & Schläge)                                      | 1     | 0:27 |
| Sieg       | 21-4-1       | Vitor „Shaolin“ Ribiero                  | 31. Dezember 2008  | Dream 7 - Featherweight Grand Prix 2009 Opening Round       | Punktentscheidung (einstimmig)                            | 2     | 5:00 |
| Sieg       | 22-4-1       | Joachim „Hellboy“ Hansen                 | 6. Oktober 2009    | Dream 11 - Featherweight Grand Prix 2009 Final              | Aufgabe (Armbar)                                          | 2     | 4:56 |
| Sieg       | 23-4-1       | Mizuto „Pugnus“ Hirota                   | 31. Dezember 2009  | K-1 - Dynamite!! Power of Courage 2009                      | Kampfabbruch (Armbruch)                                   | 1     | 2:17 |
| Niederlage | 23-5-1       | „El Nino“ Gilbert Melendez               | 17. April 2010     | Strikeforce - Nashville                                     | Punktentscheidung (einstimmig)                            | 5     | 5:00 |
| Sieg       | 24-5-1       | Tatsuya „Crusher“ Kawajiri               | 10. Juli 2010      | Dream - Dream 15                                            | Aufgabe (Achilles Lock)                                   | 1     | 1:53 |
| Sieg       | 25-5-1       | Marcus „Maximus“ Aurelio                 | 25. September 2010 | Dream - Dream 16                                            | Punktentscheidung (einstimmig)                            | 2     | 5:00 |
| Sieg       | 26-5-1       | Yokthai Sithoar                          | 24. Oktober 2010   | Deep - 50 Impact                                            | Aufgabe (Key Lock)                                        | 1     | 1:00 |
| Sieg       | 27-5-1       | Lyle „Fancy Pants“ Beerbohm              | 9. April 2011      | Strikeforce - Diaz vs. Daley                                | Aufgabe (Neck Crank)                                      | 1     | 1:33 |
| Sieg       | 28-5-1       | Rich „No Love“ Clementi                  | 29. Mai 2011       | Dream - Fight for Japan: 2011 Japan Bantamweight Tournament | Aufgabe (Neck Crank)                                      | 2     | 2:17 |
| Sieg       | 29-5-1       | Rob „Razor“ McCullough                   | 24. September 2011 | Dream - Dream 17                                            | Aufgabe (Neck Crank)                                      | 1     | 4:57 |
| Sieg       | 30-5-1       | Satoru Kitaoka                           | 31. Dezember 2011  | Dream - Fight for Japan: Genki Desu Ka! New Year! 2011      | Punktentscheidung (einstimmig)                            | 2     | 5:00 |
| Niederlage | 30-6-1       | „The Underground King“ Eddie Alvarez     | 20. April 2012     | Bellator Fighting Championships 66                          | TKO (Schläge)                                             | 1     | 2:14 |
| Sieg       | 31-6-1       | „The Game“ Arnaud Lepont                 | 6. Oktober 2012    | One FC 6 - Rise of Kings                                    | Technische Aufgabe (Triangle Choke)                       | 1     | 1:25 |
| Sieg       | 32-6-1       | Antonio „Mandingo“ Antonio McKee         | 31. Dezember 2012  | Dream 18 - Special NYE 2012                                 | TKO (Aufgabe nach Schläge)                                | 2     | 0:24 |
| Sieg       | 33-6-1       | Kotetsu „No Face“ Boku                   | 5. April 2013      | One FC 8 - Kings and Champions                              | Aufgabe (Rear-Naked Choke)                                | 2     | 2:01 |
| Sieg       | 34-6-1       | „The Wolverine“ Cody Stevens             | 18. Oktober 2013   | One FC 11 - Total Domination                                | Punktentscheidung (einstimmig)                            | 3     | 5:00 |
| Sieg       | 35-6-1       | Toshikatsu „Toshi“ Harada                | 31. Dezember 2013  | IGF - Inoki Bom-Ba-Ye 2013                                  | Technische Aufgabe (Triangle Armbar)                      | 1     | 0:49 |
| Sieg       | 36-6-1       | Kamal „Prince of Persia“ Shalorus        | 29. August 2014    | One FC 19 - Reign of Champions                              | Aufgabe (Rear-Naked Choke)                                | 1     | 2:15 |
| Sieg       | 37-6-1       | Yuki Yamamoto                            | 31. Dezember 2014  | IGF - Inoki Bom-Ba-Ye 2014                                  | Aufgabe (Twister)                                         | 1     | 1:21 |
| Sieg       | 38-6-1       | „The Commander“ Koji Ando                | 22. Mai 2015       | One Championship 27 - Warrior’s Quest                       | Punktentscheidung (einstimmig)                            | 3     | 5:00 |
| Sieg       | 39-6-1       | „The Gracie Hunter“ Kazushi Sakuraba     | 29. Dezember 2015  | Rizin Fighting Federation - Saraba no Utake                 | TKO (Aufgabe des Teams)                                   | 1     | 5:56 |
| Niederlage | 39-7-1       | Eduard „Landslide“ Folayang              | 11. November 2016  | One Championship - Defending Honor                          | TKO (Schläge)                                             | 3     | 0:41 |
| Niederlage | 39-8-1       | Ben „Funky“ Askren                       | 24. November 2017  | One Championship - Immortal Pursuit                         | TKO (Schläge)                                             | 1     | 0:57 |
| Sieg       | 40-8-1       | Rasul Yakhyaev                           | 18. Mai 2018       | One Championship - Unstoppable Dreams                       | Aufgabe (Triangle Choke)                                  | 1     | 3:15 |
| Sieg       | 41-8-1       | Shannon „One Shin“ Wiratchai             | 27. Juli 2018      | One Championship - Reign of Kings                           | TKO (Ellbogen)                                            | 1     | 2:16 |

## MMA-Titel
- World Alliance of Mixed Martial Arts (WAMMA) Lightweight Champion
- DREAM Lightweight Champion
- Shooto Middleweight Champion
- ONE FC Lightweight Champion